# Алфа Плам
Алфа Плам из Врања је фабрика грејних тела на пелет, чврсто, течно и гасовито гориво, штедњака на струју, као и комбинацију чврсто гориво-струја и струја-гас. Производи „Алфа-Плама“, превасходно су намењени домаћинствима. По обиму производње, пласману и квалитету, предузеће је водећи произвођач грејних тела у Србији и Југоисточној Европи, а сврстава се и у ред 5 највећих у Европи. 

## Историјат
1948. године у Врању основано је занатско предузеће „Металац“. 1962. године у близини „Металца“ постављен је темељац фабрике металне амбалаже и опреме „Алфа“. Фабрика се простирала на 7.000 м² и имала је 101 запосленог. Један од првих производа била је пећ на нафту „Феникс“. 

## Локације
Седиште компаније је у Врању - економском, политичком и културном центру Пчињског округа. Град се налази на југу Србије, на левој обали Јужне Мораве. Реку и граде деле магистрални пут и железничка пруга.